# Sidarawiczy (obwód mohylewski)
Sidarawiczy (biał. Сідаравічы; ros. Сидоровичи; pol. hist. Sidorowicze) – agromiasteczko na Białorusi, w obwodzie mohylewskim, w rejonie mohylewskim, w sielsowiecie Sidarawiczy, przy drodze magistralnej M8. 
Do 1917 położone były w Rosji, w guberni mohylewskiej, w powiecie bychowskim. Następnie w granicach Związku Sowieckiego. Od 1991 w niepodległej Białorusi.
Urodził tu się białoruski polityk Jauhien Mielnikau.